# Parco nazionale di Kahuzi-Biega
Il parco nazionale di Kahuzi-Biega è un'area naturale protetta che si trova nella parte orientale della Repubblica Democratica del Congo, 50 km ad ovest di Bukavu nella provincia del Kivu Sud, vicino alla sponda occidentale del Lago Kivu e al confine ruandese.
Fondato nel 1970 dal fotografo e naturalista belga Adrien Deschryver, prende il nome dai due vulcani estinti presenti nell'area del parco: il Kahuzi (3 308 m s.l.m.) ed il Biéga (2 790 m s.l.m.). Il Kahuzi rappresenta la cima più alta di questa parte della regione del Kivu.
Il parco è uno degli ultimi rifugi del gorilla di pianura orientale, una specie iscritta nella lista rossa IUCN. 
Dal 1980 il parco è inoltre incluso tra i patrimoni dell'umanità dell'UNESCO.

## Geografia
Il parco si trova ad ovest della città di Bukavu, capoluogo della provincia di Kivu Sud. I 6000 km² del parco comprendono nella parte orientale un'area montuosa e collinare di circa 600 km² costituita dalle pendici dei Monti Mitumba, parte del Rift Albertino la gran parte del territorio (5400 km²) è costituita da pianure ricoperte da una fitta foresta pluviale tropicale. 
L'area pianeggiante si estende da Bukavo fino a Kisangani ed è attraversata da due fiumi, il Luka e il Lugulu entrambi affluenti del fiume Lualaba. 

## Biodiversità
Il parco ospita 136 specie di mammiferi fra i quali spiccano i nove nuclei famigliari di gorilla di pianura orientale per un totale, al 2011 di 181 esemplari.
Tra le altre specie incluse nella lista rossa IUCN vi sono gli scimpanzé della sottospecie Pan troglodytes schweinfurthii, il Dendromus kahuziensis un roditore diffuso solo in un'area ristretta della RD del Congo, gli elefanti della foresta e il ferro di cavallo di Maclaud, una specie di pipistrello.
Vi sono inoltre 336 specie di uccelli, 69 specie di rettili, 44 di anfibi, 1178 piante endemiche.